# Alpenbauer Sportpark
El Sportpark Unterhaching, actualmente conocido como Alpenbauer Sportpark, después de un acuerdo de patrocinio en 2013, es un estadio de fútbol que se ubica en la ciudad de Unterhaching en el estado de Baviera y es la sede del club de fútbol SpVgg Unterhaching. Se usa casi exclusivamente para los juegos del primer equipo y ocasionalmente para los juegos del equipo reserva. Tiene una capacidad de 15 053 - 6874 espectadores sentados y 8.179 de pie. El estadio es propiedad de la ciudad de Unterhaching.

## Historia y desarrollo
Con el club bien establecido en la 2. Bundesliga, el estadio fue construido a principios de la década de 1990 para proporcionar un hogar más adecuado para el equipo. En 1999, después de la promoción inesperada del equipo a la 1. Bundesliga, el estadio se amplió y se modificó para cumplir los requisitos de la Asociación Alemana de Fútbol.

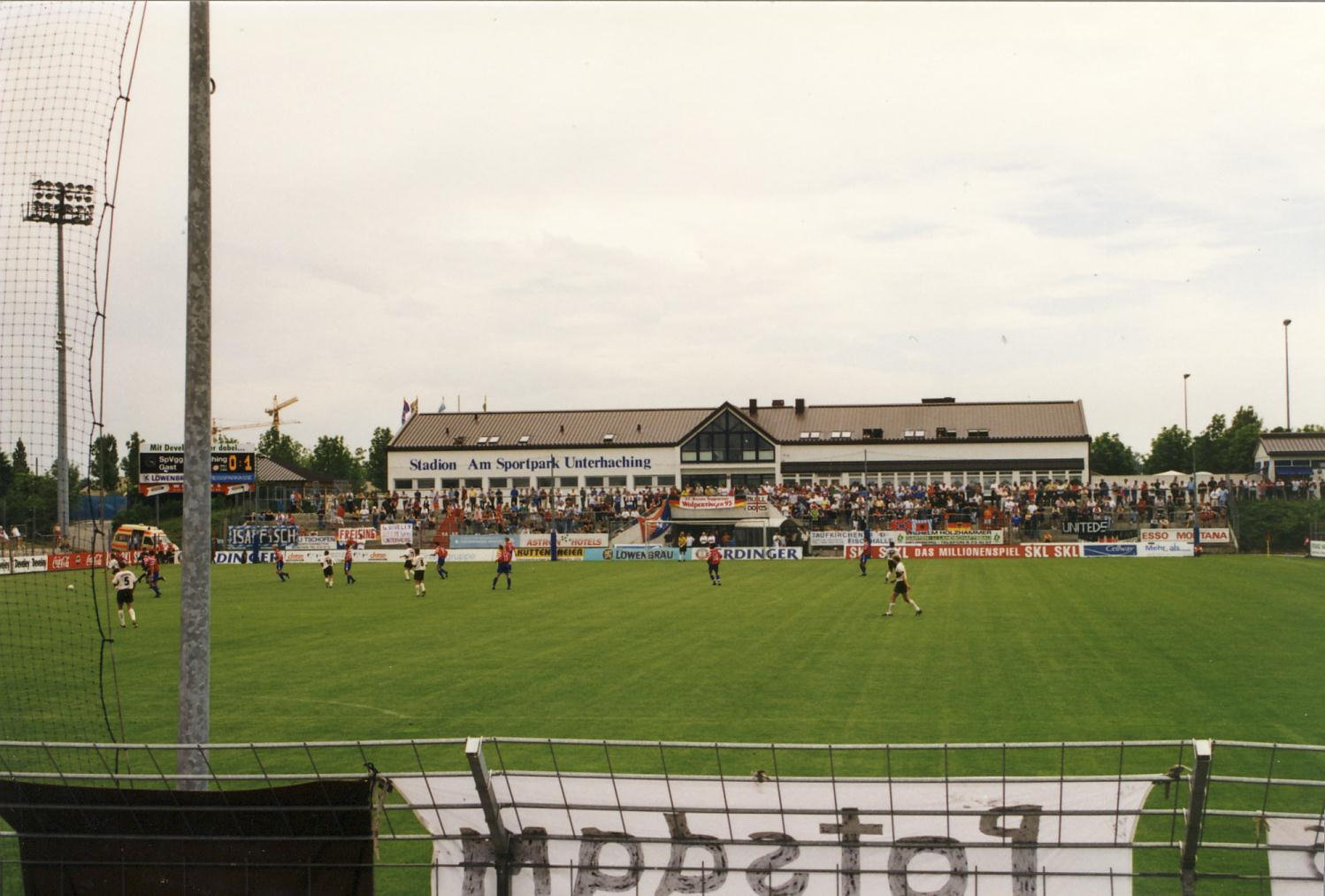
El estadio en 1998, visto desde la tribuna norte

Antes de la expansión del estadio, el Sportpark tenía una capacidad de 11 000 espectadores. La tribuna principal en el lado oeste de la tierra (Haupttribüne, anteriormente Westtribüne), con su techo de estilo alpino, y grandes partes de la tribuna sur (Südtribüne) ya estaban establecidas, aunque la tribuna norte actual (Nordtribüne) se hizo de unos pocos pasos concretos y el soporte del este (Osttribüne) era un montículo de hierba.
La promoción a la 1. Bundesliga en 1999 requirió mejoras en la seguridad y la capacidad, lo que resultó en el máximo actual de 15 053.
Durante la primera fase de construcción, antes de la temporada 1999-2000, la capacidad del Nordtribüne - que contiene el área para los aficionados visitantes - se incrementó significativamente. Además, se creó una pequeña curva de pie en la esquina noreste del estadio. Durante la temporada 1999/2000, el Nordtribüne se amplió aún más. Después de estas modificaciones, la capacidad fue de 10 300; esta reducción temporal de la capacidad se debió a la conversión de las áreas de pie en asientos en el Ostribüne.
Como resultado de la arquitectura del estadio, el desarrollo del Südtribüne (donde se encuentra la casa club) y el Haupttribüne (que tenía un techo existente) no era rentable. Además, una casa vip ya estaba situada en el extremo noroeste. Tras la exitosa temporada 1999/2000, se construyó una curva entre Südtribüne y Haupttribüne, se reforzó aún más el Osttribüne y se añadió un techo, y se levantó el Nordtribüne. Luego de estas modificaciones, el estadio podría cumplir con la capacidad mínima de 15 000 estipulada por la Federación Alemana de Fútbol.
Fuera del estadio, el terreno fue nivelado para crear más espacios de estacionamiento y el carril combinado para bicicletas y peatones, desde el estadio hasta la estación de Fasanenpark, se mejoró. Se realizaron más canchas artificiales y de césped como parte de un movimiento para mejorar las instalaciones de entrenamiento. Sin embargo, las mejoras adicionales en el terreno, como el aumento de la capacidad del Südtribüne, se archivaron rápidamente, luego de ser relegadas de la máxima categoría.

## Destacados
El primer juego en agotarse las entradas en el estadio fue el partido contra el VfB Stuttgart en la temporada 1999-2000, al que asistieron 10 300, que terminaron en una victoria por 2-0. Más tarde esa temporada, hubo derbis contra rivales de la ciudad como el 1860 Múnich y FC Bayern. Los juegos se planearon originalmente para tener lugar en el Estadio Olímpico de Múnich de 69 000 espectadores, hasta que el entonces patrocinador Erich Lejeune hizo un pago compensatorio, permitiendo que el juego se jugara en casa.
En mayo de 2000, el Bayer 04 Leverkusen llegó al Sportpark y necesitaba ganar para hacerse con el campeonato de la Bundesliga en el último día de la temporada. Haching ganó el juego 2-0, luego de un autogol de Michael Ballack y un cabezazo de Markus Leitner. La derrota del Leverkusen permitió al rival local FC Bayern Múnich ganar el campeonato.
Unterhaching tuvo un buen récord en casa y derrotó a ambos rivales de la ciudad en la temporada 2000-01, junto con las victorias esa temporada contra Borussia Dortmund y Hamburger SV.
En el 2008 se vio la primera partida internacional en el Sportpark, cuando el Equipo nacional femenino de fútbol de Alemania derrotó al equipo nacional de Inglaterra 3-0 frente a 9185 espectadores. En 2010, el Alemania sub-21 derrotó a Ucrania sub-21 por 2-1, con dos goles de André Schürrle.

## Características
A pesar de la mejora, el estadio todavía tiene varias idiosincrasias encantadoras, por ejemplo, la casa club de dos pisos detrás del Südtribüne y el túnel de jugadores que también sale de la tribuna sur. El estadio también alberga un restaurante y un jardín de la cerveza que se encuentra contiguo. La esquina sureste del terreno tiene estacionamiento para el autobús del equipo del oponente.

## Transporte

### Transporte público
Desde el centro de Múnich, se debe tomar S-Bahn o S3 hasta Fasanenpark (en dirección a Deisenhofen o Holzkirchen). El recorrido a pie está señalizado y dura aproximadamente 15 minutos.

### En auto
Viniendo desde el sur por la A8, se debe salir en Neubiberg y seguir las indicaciones hacia el estadio. Desde el norte, en la A99, se debe girar hacia la A8 en la intersección München / Brunnthal. Salir en Neubiberg y seguir las señales.